# 広野駅 (福島県)
広野駅（ひろのえき）は、福島県双葉郡広野町大字下浅見川字築地にある、東日本旅客鉄道（JR東日本）常磐線の駅である。

## 歴史
- 1898年（明治31年）8月23日：日本鉄道の駅として開業する[2][4]。
- 1906年（明治39年）11月1日：日本鉄道が国有化され、官設鉄道の所属となる[4]。
- 1909年（明治42年）10月12日：線路名称の制定により、常磐線の所属となる。
- 1949年（昭和24年）6月1日：日本国有鉄道が発足。
- 1972年（昭和47年）10月2日：貨物の取り扱いを廃止[4]。
- 1984年（昭和59年）2月1日：荷物の扱いを廃止[4]。
- 1987年（昭和62年）4月1日：国鉄分割民営化に伴い、東日本旅客鉄道（JR東日本）の駅となる[4]。
- 2008年（平成20年）3月17日：童謡による町おこしの一環として、発車ベルから発車メロディー（「汽車」「とんぼのめがね」）に変更する。
- 2011年（平成23年）
  - 3月11日：東日本大震災（東北地方太平洋沖地震および福島第一原子力発電所事故）により、当駅を含む区間が不通となる。
  - 8月1日：不通区間の代行バスが、久ノ浜駅と当駅間で運行を開始する。
  - 10月10日：久ノ浜駅 - 当駅間の運行を再開し、前日限りで代行バスの運行を終了する[報道 2]。
- 2014年（平成26年）6月1日：当駅 - 竜田駅間の運行を再開[報道 3][新聞 1]。
- 2018年（平成30年）3月29日：東口広場が完成[5]。
- 2020年（令和2年）3月14日：東京近郊区間に編入される[報道 4]。ICカード「Suica」の利用が可能となる[報道 4]。「Smart Station for EXPRESS」を導入[報道 1]。
- 2021年（令和3年）10月1日：終日無人化[3]。
- 2022年（令和4年）9月9日：ホーム間を結ぶ跨線橋にエレベーターを設置[新聞 2]。
- 2024年（令和6年）
  - 10月1日：えきねっとQチケのサービスを開始[1][報道 5]。
  - 11月9日：新駅舎の使用を開始[新聞 3]。

## 駅構造
単式ホームと島式ホーム混合の計2面3線を有する地上駅である。互いのホームは跨線橋で連絡している。ホーム上に待合室がある。
いわき統括センター（いわき駅）管理の無人駅である。2021年（令和3年）9月30日まではJR東日本ステーションサービスに業務を受託する業務委託駅であった。
2024年（令和6年）11月9日より、新駅舎の使用が開始されたが、券売機などの機械を収容する建屋のみで旅客が使用できる待合スペースなどは無く立ち入ることはできない。ただし、１番線ホームに屋根付きベンチ、２・３番線ホームに待合室が設置されている。新駅舎では多機能券売機、話せる指定席券売機、自動精算機（交通系ＩＣカードチャージ機能、乗車駅証明書を使用した清算機能を有するいわゆる黄色い自動精算機）、乗車駅証明書発行機がそれぞれ操作面を屋外に出している状態で設置されているほか、駅舎横に簡易Suica改札機、駅係員問い合わせ用のインターホンが設置されている。
なお、旧駅舎は、広野町によって防災機能を備えた交流施設への活用に向けて改修され、2025年度（令和7年度）中の完成が見込まれている。
駅舎の外にロータリーがあり、公衆トイレ、郵便ポスト、飲料用の自動販売機が設置されている。

### のりば
| 番線 | 路線    | 方向 | 行先                   |
| ---- | ------- | ---- | ---------------------- |
| 1    | ■常磐線 | 下り | 原ノ町・仙台方面       |
| 2・3 | ■常磐線 | 上り | いわき・水戸・上野方面 |

- 2番線は主にいわき方面からの折り返しに使用されるが、一部の原ノ町行き列車は２番線から発車する。
- 東日本大震災後の運行再開から2014年（平成26年）6月の当駅 - 竜田駅間の運行再開までは、1番線と2番線の間の空間に仮設ホームを設置し、この仮設ホームと1番線を仮設通路で連絡させていた[2]。
- 夜間留置は設定されておらず、当駅止まりの終電は、回送される。

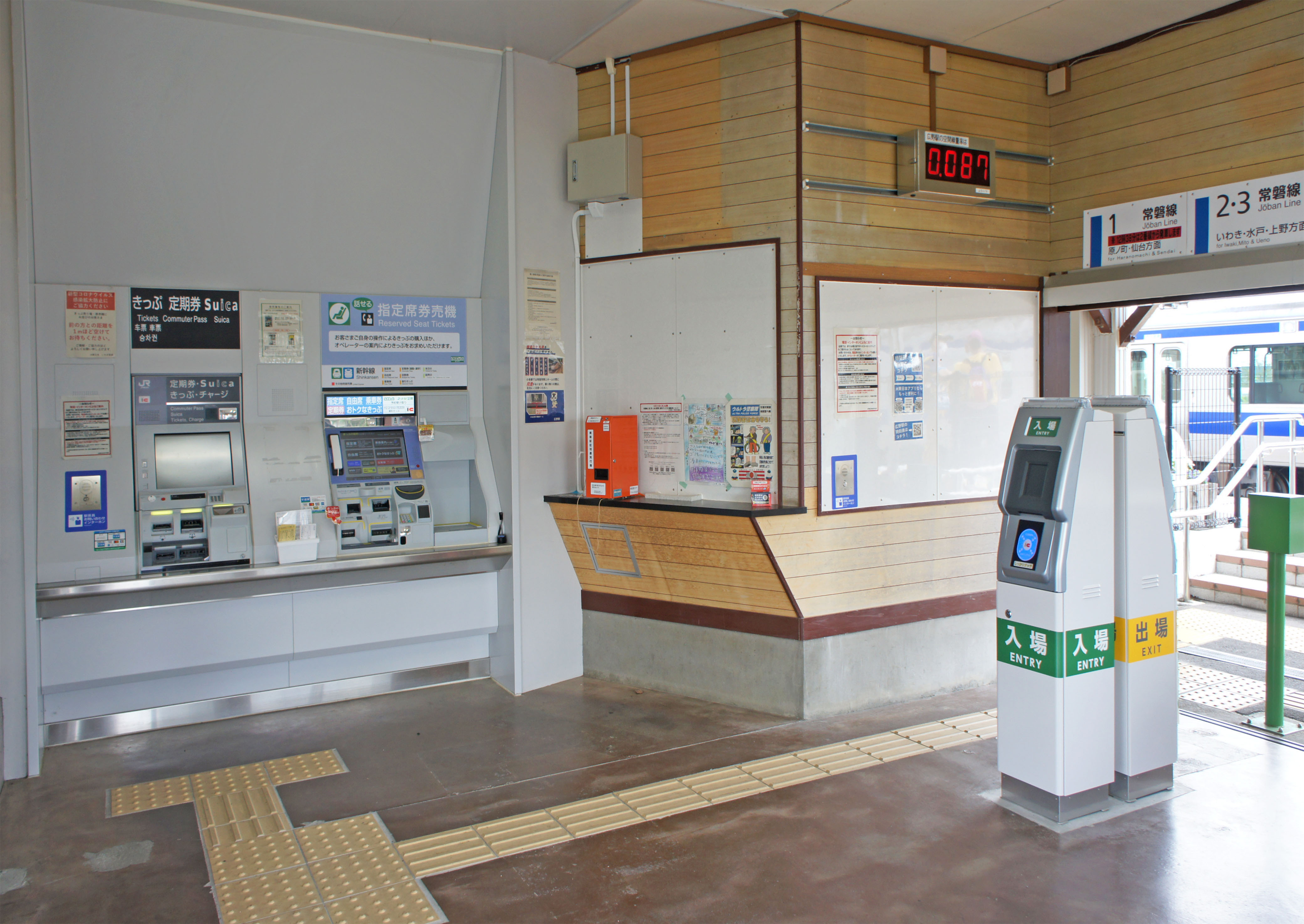
改札口と券売機（2022年4月）
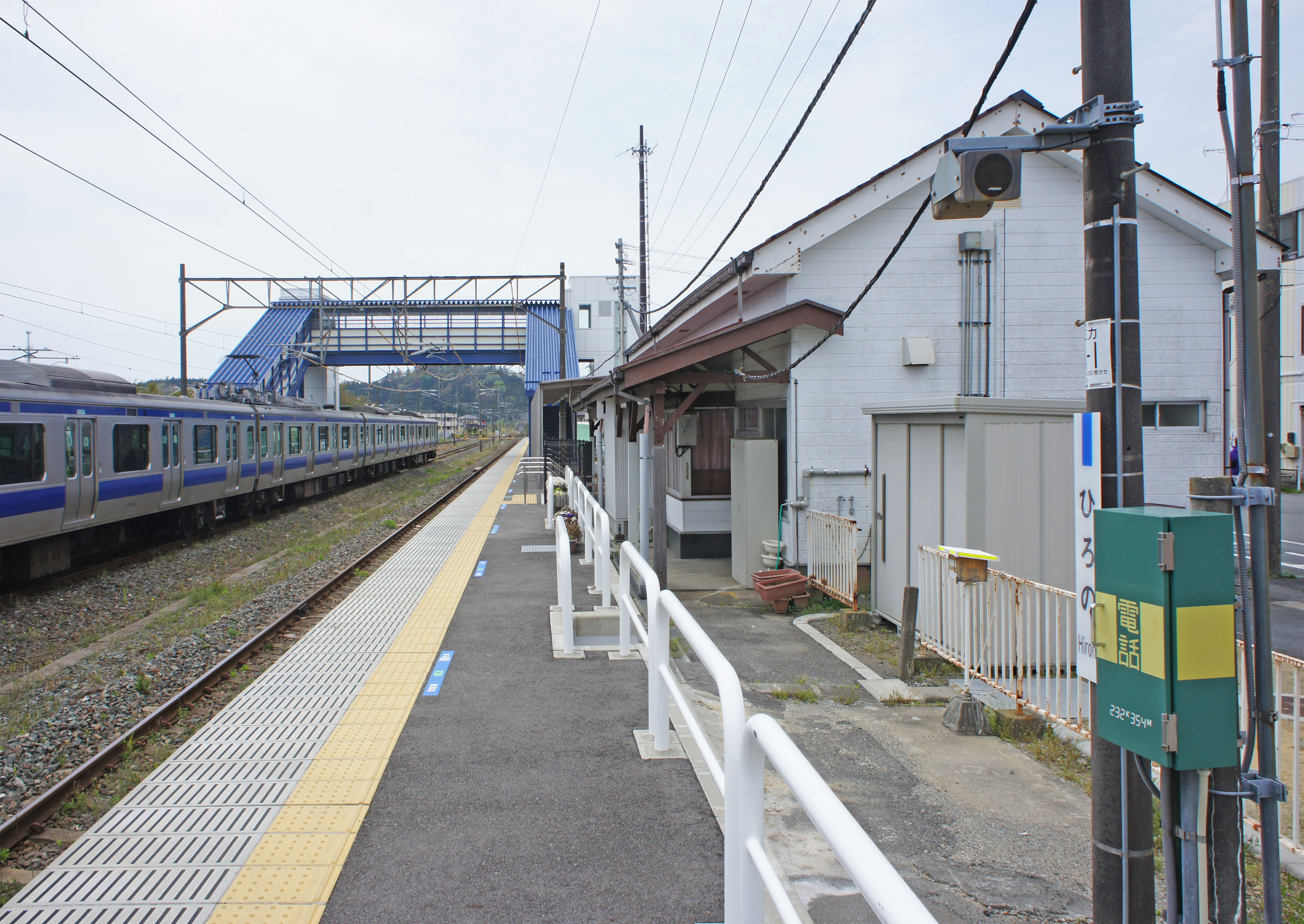
1番線ホーム（2022年4月）
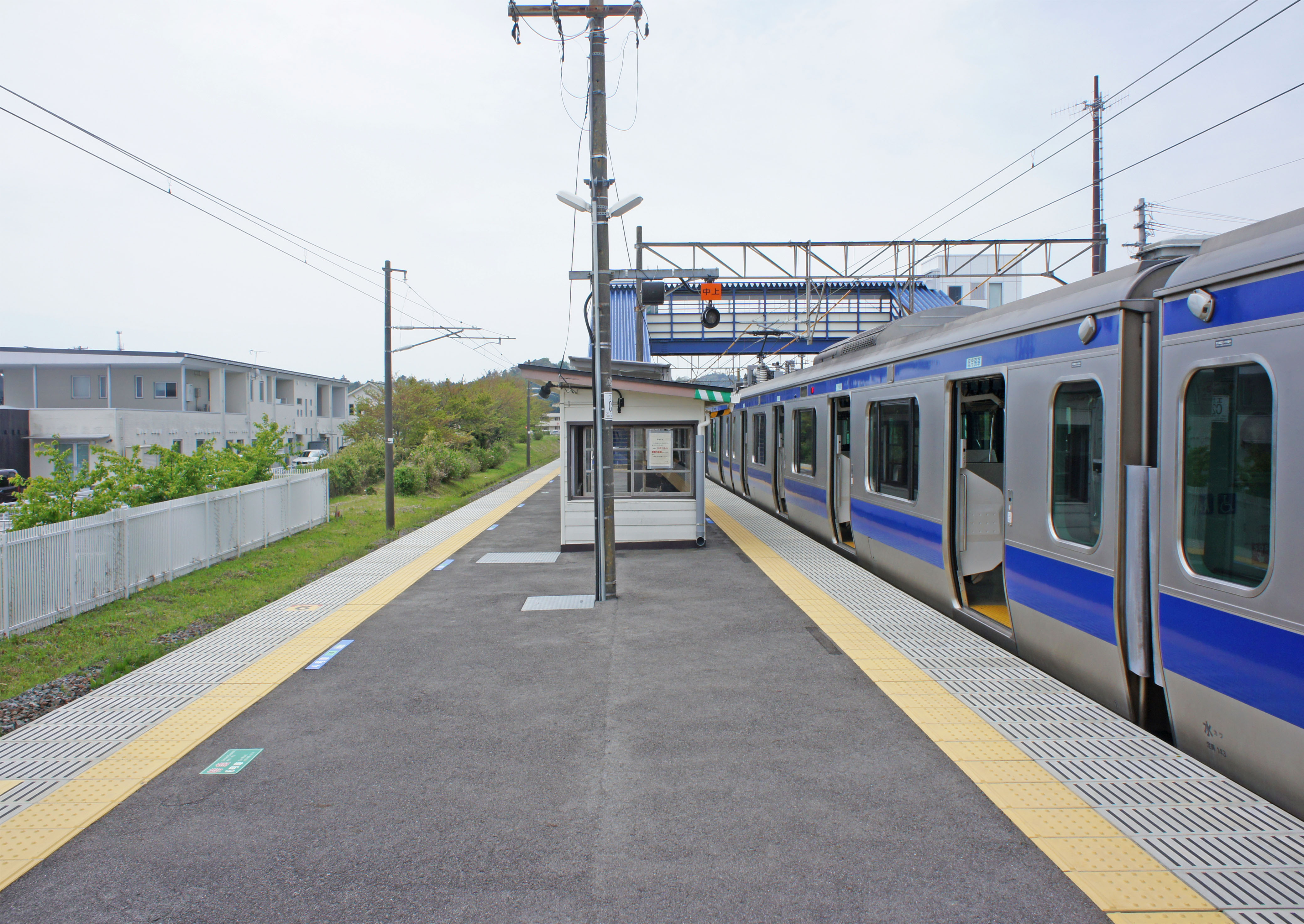
2・3番線ホーム（2022年4月）
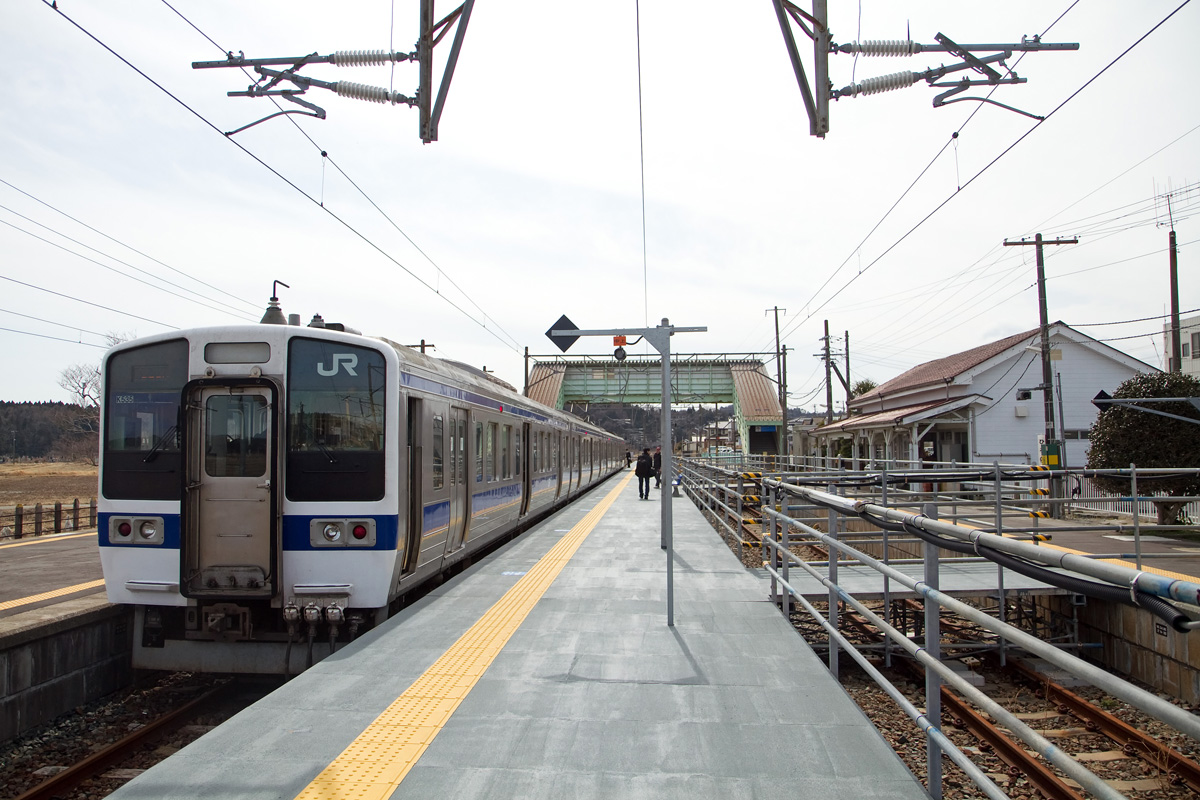
仮設ホームが設置された構内（2012年3月）

## 利用状況
JR東日本によると、2000年度（平成12年度）- 2020年度（令和2年度）の1日平均乗車人員の推移は以下のとおりであった。
| 1日平均乗車人員推移 | 1日平均乗車人員推移 | 1日平均乗車人員推移 | 1日平均乗車人員推移 | 1日平均乗車人員推移 |
| 年度                | 定期外              | 定期                | 合計                | 出典                |
| ------------------- | ------------------- | ------------------- | ------------------- | ------------------- |
| 2000年（平成12年）  |                     |                     | 465                 | [ 利用客数 1 ]      |
| 2001年（平成13年）  |                     |                     | 461                 | [ 利用客数 2 ]      |
| 2002年（平成14年）  |                     |                     | 468                 | [ 利用客数 3 ]      |
| 2003年（平成15年）  |                     |                     | 437                 | [ 利用客数 4 ]      |
| 2004年（平成16年）  |                     |                     | 396                 | [ 利用客数 5 ]      |
| 2005年（平成17年）  |                     |                     | 388                 | [ 利用客数 6 ]      |
| 2006年（平成18年）  |                     |                     | 358                 | [ 利用客数 7 ]      |
| 2007年（平成19年）  |                     |                     | 354                 | [ 利用客数 8 ]      |
| 2008年（平成20年）  |                     |                     | 346                 | [ 利用客数 9 ]      |
| 2009年（平成21年）  |                     |                     | 336                 | [ 利用客数 10 ]     |
| 2010年（平成22年）  |                     |                     | 336                 | [ 利用客数 11 ]     |
| 2011年（平成23年）  | 非公表              | 非公表              | 非公表              |                     |
| 2012年（平成24年）  | 63                  | 18                  | 81                  | [ 利用客数 12 ]     |
| 2013年（平成25年）  | 87                  | 44                  | 132                 | [ 利用客数 13 ]     |
| 2014年（平成26年）  | 96                  | 78                  | 175                 | [ 利用客数 14 ]     |
| 2015年（平成27年）  | 112                 | 138                 | 250                 | [ 利用客数 15 ]     |
| 2016年（平成28年）  | 121                 | 230                 | 351                 | [ 利用客数 16 ]     |
| 2017年（平成29年）  | 127                 | 308                 | 435                 | [ 利用客数 17 ]     |
| 2018年（平成30年）  | 118                 | 283                 | 402                 | [ 利用客数 18 ]     |
| 2019年（令和元年）  | 105                 | 333                 | 438                 | [ 利用客数 19 ]     |
| 2020年（令和02年）  | 98                  | 358                 | 456                 | [ 利用客数 20 ]     |

## 駅周辺
- 国道6号
- 福島県立ふたば未来学園中学校・高等学校
- 広野町役場
- 広野郵便局
- イオン広野店（ひろのてらす）

## その他
- 駅前には「今は山中 今は浜 今は鉄橋わたるぞと」で始まる童謡『汽車』碑が建っている。この曲の舞台になったのは、常磐線のこの辺りであったという説に基づいている[7]。この説には異論も唱えられており、『愛唱歌ものがたり』（読売新聞社）に挙げられた説によると、この説を提唱する人は大和田建樹が常磐線の開通式典に招待された際に作詞したとしているが、大和田が招待された時点では久ノ浜駅しか開業していなかったといった矛盾点があり、より信憑性の高い別の作詞者が存在するとしている。
- 福知山線（JR宝塚線）にも兵庫県三田市に同名の「広野駅」があることから、乗車券類の券面には「（常）広野」と表記される。
- 本駅と隣の末続駅との間には旧線で使っていたトンネルの跡がある。これは常磐線の車窓からも確認することができる。
- 1985年（昭和60年）3月14日のダイヤ改正で急行「ときわ」が特急「ひたち」に統合され優等列車は全列車通過の予定だったが、住民の要望により停車駅になった。ただし、ホームが短いため、仙台寄りの先頭車の11号車の自由席をドアカットした。
- 2011年（平成23年）10月10日から2014年（平成26年）5月31日までは、列車が発着する駅の中で、福島第一原子力発電所および事故に関連する避難指示区域（事故発生当初は警戒区域）との境界線にもっとも近い駅となっていた。
- 東日本大震災の発生時、いわき発原ノ町行き（669M列車）として運行されていた415系K544編成[8]は、後に当駅に移動して留置されていた。この編成は同年10月9日、勝田車両センターに移動されたが、この作業に関し、組合員の被曝を強制するものとして労働組合（動労水戸）がストライキを構える事態となった[9]。

## 隣の駅
東日本旅客鉄道（JR東日本）
■常磐線
- 特急「ひたち」停車駅

■普通
末続駅 - 広野駅 - Jヴィレッジ駅

### 記事本文

#### 報道発表資料
1. 1 2 3  『常磐線（富岡駅〜浪江駅間）の運転再開及びおトクなきっぷの発売等について』（PDF）（プレスリリース）東日本旅客鉄道水戸支社、2020年1月17日。オリジナルの2020年1月20日時点におけるアーカイブ。2020年1月20日閲覧。
2. ↑  『常磐線の運転計画について』（PDF）（プレスリリース）東日本旅客鉄道水戸支社、2011年10月3日。オリジナルの2011年10月27日時点におけるアーカイブ。2011年10月3日閲覧。
3. ↑  『常磐線（広野〜竜田間）の運転再開について』（PDF）（プレスリリース）東日本旅客鉄道水戸支社、2014年5月30日。オリジナルの2014年5月31日時点におけるアーカイブ。2014年6月1日閲覧。
4. 1 2  『常磐線（富岡駅～浪江駅間）の運転再開について』（PDF）（プレスリリース）東日本旅客鉄道、2020年1月17日。オリジナルの2020年1月17日時点におけるアーカイブ。2020年1月17日閲覧。
5. ↑  『Suicaエリア外もチケットレスで! 東北エリアから「えきねっとQチケ」がはじまります』（PDF）（プレスリリース）東日本旅客鉄道、2024年7月11日。オリジナルの2024年7月11日時点におけるアーカイブ。2024年8月1日閲覧。

#### 新聞記事
1. ↑  「JR常磐線：広野−竜田の復旧着工へ 来春再開目指す」『毎日新聞』2013年7月30日。オリジナルの2013年7月30日時点におけるアーカイブ。2013年8月1日閲覧。
2. ↑  「広野駅構内「エレベーター」運用始まる ホーム間の利便性向上」『福島民友』福島民友新聞、2022年9月10日。オリジナルの2022年9月1日時点におけるアーカイブ。2022年9月10日閲覧。
3. 1 2 3  「広野駅「新駅舎」完成 JR東日本、旧駅舎は25年度交流施設に」『福島民友新聞』2024年11月14日。2024年12月12日閲覧。

### 利用状況
1. ↑  “各駅の乗車人員（2000年度）”.   東日本旅客鉄道. 2019年3月4日閲覧。
2. ↑  “各駅の乗車人員（2001年度）”.   東日本旅客鉄道. 2019年3月4日閲覧。
3. ↑  “各駅の乗車人員（2002年度）”.   東日本旅客鉄道. 2019年3月4日閲覧。
4. ↑  “各駅の乗車人員（2003年度）”.   東日本旅客鉄道. 2019年3月4日閲覧。
5. ↑  “各駅の乗車人員（2004年度）”.   東日本旅客鉄道. 2019年3月4日閲覧。
6. ↑  “各駅の乗車人員（2005年度）”.   東日本旅客鉄道. 2019年3月4日閲覧。
7. ↑  “各駅の乗車人員（2006年度）”.   東日本旅客鉄道. 2019年3月4日閲覧。
8. ↑  “各駅の乗車人員（2007年度）”.   東日本旅客鉄道. 2019年3月4日閲覧。
9. ↑  “各駅の乗車人員（2008年度）”.   東日本旅客鉄道. 2019年3月4日閲覧。
10. ↑  “各駅の乗車人員（2009年度）”.   東日本旅客鉄道. 2019年3月4日閲覧。
11. ↑  “各駅の乗車人員（2010年度）”.   東日本旅客鉄道. 2019年3月4日閲覧。
12. ↑  “各駅の乗車人員（2012年度）”.   東日本旅客鉄道. 2019年3月4日閲覧。
13. ↑  “各駅の乗車人員（2013年度）”.   東日本旅客鉄道. 2019年3月4日閲覧。
14. ↑  “各駅の乗車人員（2014年度）”.   東日本旅客鉄道. 2019年3月4日閲覧。
15. ↑  “各駅の乗車人員（2015年度）”.   東日本旅客鉄道. 2019年3月4日閲覧。
16. ↑  “各駅の乗車人員（2016年度）”.   東日本旅客鉄道. 2019年3月4日閲覧。
17. ↑  “各駅の乗車人員（2017年度）”.   東日本旅客鉄道. 2018年7月6日閲覧。
18. ↑  “各駅の乗車人員（2018年度）”.   東日本旅客鉄道. 2019年7月6日閲覧。
19. ↑  “各駅の乗車人員（2019年度）”.   東日本旅客鉄道. 2020年7月12日閲覧。
20. ↑  “各駅の乗車人員（2020年度）”.   東日本旅客鉄道. 2021年7月24日閲覧。